# كارل كوكس
كارل كوكس (Carl Cox)  من مواليد 29 يوليو 1962.هو دي جي ومنتج أسطوانات باربادوسي مختص في موسيقى الهاوس .مصنف حسب مجلة دي جي ضمن أفضل مائة دي جي في العالم تحديدا في المركز 74 عالميا سنة 2016 .

## روابط خارجية
- كارل كوكس على موقع IMDb (الإنجليزية)
- كارل كوكس على موقع ميوزك برينز (الإنجليزية)
- كارل كوكس على موقع رولينغ ستون (الإنجليزية)
- كارل كوكس على موقع أول ميوزيك (الإنجليزية)
- كارل كوكس على موقع ديسكوغز (الإنجليزية)
- كارل كوكس على موقع قاعدة بيانات الفيلم (الإنجليزية)